# آفاناسیفکا
آفاناسیفکا (انگلیسی: Afanasyevka) یک شهرک در بخش آلکسیفسکی استان بلگورود کشور روسیه است.